# 469 Argentina
Argentina (asteroide 469) é um asteroide da cintura principal com um diâmetro de 125,57 quilómetros, a 2,635451 UA. Possui uma excentricidade de 0,168149 e um período orbital de 2 059,71 dias (5,64 anos).
Argentina tem uma velocidade orbital média de 16,73354815 km/s e uma inclinação de 11,70057º.
Este asteroide foi descoberto em 20 de Fevereiro de 1901 por Luigi Carnera.
Este asteroide recebeu este nome em homenagem ao país americano Argentina.